# إمام عبد الفتاح إمام
إمام عبد الفتاح إمام (1934 - 18 يونيو 2019)، أكاديمي ومترجم مصري تخصص في الفلسفة والعلوم الإنسانية، واشتهر بترجمته لأعمال الفيلسوف الألماني هيغل إلى العربية. 
درس بجامعة عين شمس وعمل في العديد من الجامعات المصرية والعربية ولهُ مؤلفات وترجمات غزيرة متفاوتة الجودة والدقة. هو أبرز تلاميذ أستاذ الفلسفة المصري زكي نجيب محمود، وأحد من تولوا التعليق على فكره في الفكر العربي المعاصر. لهُ مساهمات فكرية في الأوساط الثقافية المصرية، وقدَّم إلى المجتمع الثقافي عدد من المترجمين والباحثين.

## الحياة الشخصية
ولد الاستاذ إمام عبد الفتاح بالشرقية عام 1933 لوالد كان من علماء الأزهر.
- نال إمام ليسانس الآداب من جامعة القاهرة بتقدير جيد جداً عام 1957.
- نال درجة الماجستير من كلية الآداب في جامعة القاهرة وموضوعها «المنهج الجدلي عند هيجل» بتقدير ممتاز عام 1968.
- - نال درجة الدكتوراه من كلية الآداب في جامعة عين شمس وموضوعها تطور الجدل بعد هيجل بمرتبة الشرف الأولى عام 1972.
- - قام بالتدريس بجامعة القاهرة وجامعة عين شمس، والمنصورة، والزقازيق، وجامعة الكويت، وطرابلس، وكلية الدعوة الإسلامية- وجامعة سبها بليبيا وغيرها.
- - أشرف وناقش على كثير من رسائل الماجستير والدكتوراة. وانتدب لمناقشة رسالة دكتوراه في الجامعة التونسية. عمل كأستاذ غير متفرغ بقسم الفلسفة بكلية الآداب بجامعة عين شمس، كما كان عضواً في اتحاد كتاب مصر والجمعية الهيجلية في كندا.

## أفكاره
تبنى إمام إمام إجمالاً منهجاً وسطيا في السياسة، إلا أن هذا الموقف يميل كثيرا تجاه اليسار عندما يتعلق الأمر بالأوضاع السياسية في العالم العربي. ويمكن إيجاز أهم آرائه السياسية على النحو التالي:
- أن الحكم لا يستقيم أبدا طالما تداخلت معه أمور من قبيل (الدولة الدينية، والمستبد العادل...الخ)
- ضرورة الفصل التام بين السياسة والأخلاق، فلكل منهما مضماره (راجع في ذلك كتابه «الأخلاق والسلطة»)
- أن التاريخ الإسلامي قد حفل بمفارقات فساد السلطة (راجع في ذلك كتابه «الطاغية»، وقد أثار الكتاب اهتماما واسعاً في الأوساط الثقافية العربية لما يحتويه من تحليل متعمق وموضوعي لتجارب الطغيان في العالم العربي.)
- أن مناقب الحكم في الوطن العربي أساسها هو عزوف الشعوب عن المطالبة بحقوقها إما عن جهل (ومنشأ ذلك عدم شيوع التفكير لدى غالبية أفراد الأمة) أو عن يأس (ومنشأ ذلك أيضا هو عدم تدبر الشعوب العربية للتاريخ السياسي للأمة ذاتها أو لأمم العالم الغربي).
- لا سبيل للتقدم العلمي أو الاجتماعي أو الإنساني في الوطن العربي سوي بتربية أجيال قادرة على التفكير النقدي ومتمكنة من أدوات العقل. (راجع في ذلك كتابه «مدخل إلى الفلسفة» وكتيب «الفلسفة».)

## أعماله

### مؤلفاته
أشرف على سلسلة «أقدم لك» بالمجلس الأعلى للثقافة وقد صدر منها حتى الآن ما يقرب من سبعين عدداً. أشرف على ترجمة موسوعة كوبلستون في تاريخ الفلسفة الغربية وترجمة بعض أجزائها. أصدر ما يقرب من مائة كتاب ما بين تأليف وترجمة ومراجعة. ومن أشهر مؤلفاته
1. المنهج الجدلي عند هيجل.
2. مدخل إلى الفلسفة.
3. أفكار ومواقف.
4. تطور الجدل بعد هيجل (3 أجزاء).
5. الديمقراطية والوعي السياسي.
6. كيركجور، رائد الوجودية، جزءان.
7. هوبز فيلسوف العقلانية.
8. الطاغية، عدة طبعات، وصدر ضمن سلسلة عالم المعرفة عام 1994.[2]
9. الأخلاق والسياسة.
10. معجم ديانات وأساطير العالم.[3]
11. تطور هيجل الروحي.
12. دراسات في الفلسفة السياسية عند هيجل.
13. سلسلة الفيلسوف والمرأة.

### ترجماته
ترجم الدكتور إمام عبد الفتاح إمام عددا كبيرا من الأعمال من اللغة الإنجليزية إلى اللغة العربية. كما يُعد الدكتور إمام عبد الفتاح صاحب مدرسة في الترجمة حيث قام بمراجعة ترجمات عديدة لمترجمين واعدين برزوا فيما بعد من أمثال ممدوح عبد المنعم وحمدي الجابري وكمال المصري وفاطمة الشايجي (الكويت). وقد أُثيرت شكوك بشأن صحة نسبة كل هذه الترجمات إلى الدكتور إمام عبد الفتاح، وذلك بسبب التفاوت الواضح في جودتها ودقتها ورصانتها، علاوة على نشر كم هائل من النصوص المترجمة خلال فترة زمنية قصيرة نسبياً (بيد أن هذه الملاحظة الأخيرة مردود عليها بكونه متفرغ تماماً للعمل بالبحث والترجمة والتأليف ويكاد لا يرى الشارع إلا في أضيق الحدود). ومن أهم الأعمال التي ترجمها الأستاذ الدكتور إمام عبد الفتاح إمام ما يلي:
- فلسفة التاريخ، هيجل
- أصول فلسفة الحق، هيجل
- ظاهريات الروح، هيجل
- محاضرات في تاريخ الفلسفة، هيجل
- استعباد النساء، جون ستيوارت مل
- الوجودية، جون ماكويى.[4]
- موسوعة العلوم الفلسفية، هيجل
- المعتقدات الدينية لدى الشعوب[5]

### البحوث
- رحلة في فكر زكي نجيب محمود
- هيباشيا فيلسوفة الإسكندرية
- مفهوم التهكم عند كيركجور
- الديمقراطية